# Zdravje
Zdravje je stanje telesnega, duševnega in socialnega blagostanja, in ne le odsotnost bolezni ali napake. Po novejših spoznanjih in stališčih Svetovne zdravstvene organizacije je zdravje celovit in dinamičen sistem, ki je sposoben prilagajanja vsem vplivom okolja ter omogoča posamezniku in skupnosti opravljati vse biološke, socialne in poklicne funkcije in preprečevati bolezen, onemoglost in prezgodnjo smrt. Sodobna definicija zato opredeljuje zdravje kot splošno vrednoto in bistveni vir za produktivno in kakovostno življenje slehernega posameznika in skupnosti kot celote. Zdravje je po tej definiciji dinamično ravnovesje telesnih, duševnih, čustvenih, duhovnih, osebnih in socialnih prvin, ki se kaže v zmožnosti neprestanega opravljanja funkcij in prilagajanja okolju.  V tem smislu zdravje in skrb zanj ni le interes posameznika, medicinskih strok ali institucij zdravstvenega varstva, marveč odgovornost celotne družbene skupnosti. Mnogi to odgovornost in uresničevanje teh dolžnosti skrb za javno zdravje, kar je še posebej vidno pri nalezljivih boleznih.
Zdravje je temelj socialnega in gospodarskega razvoja in odsev razmer v družbi v posameznem zgodovinskem obdobju. Je odsev preteklih in sedanjih dogajanj, učinkov dednosti in okolja ter človekovega odzivanja. Na zdravje vplivajo biološke, socialne, kulturne, tehnološke, psihološke, demografske, politične in civilizacijske razmere ter odzivanje zdravstvenega sistema na zdravstvene potrebe ljudi.
Zdravje in zdravstvene kondicije še ni mogoče neposredno kvantitativno meriti, zato so v zdravstveni praksi uporabljani posredni kazalniki: integriteta organizma, njegova funkcionalnost in sposobnost prilagajanja ter subjektivno doživljanje zdravja. Lahko pa se zdravstvena kondicija posamezne populacije ocenjuje s pomočjo kazalcev zdravstvene statistike. Pri ocenjevanju zdravstvenega stanja prebivalstva se raziskuje med drugim tudi rodnost, obolevnost, invalidnost, umrljivost, povprečno pričakovano trajanje življenja, kulturna kondicija, ekonomsko stanje ...

## Determinante zdravja
Za posameznikovo zdravje in njegovo kakovost življenja so vsekakor pomembne okoliščine, v katerih živi. Za vzdrževanje oziroma izboljšane zdravja niso pomembni le medicinski ukrepi, temveč tudi ustrezen življenjski slog posameznika in družbe. Po definiciji Svetovne zdravstvene organizacije so med poglavitnimi determinantami zdravja družbeno in gospodarsko okolje, fizikalne razmere v okolju ter posameznikove osebne lastnosti in njegovo vedênje.
Podrobneje navedeni ključni dejavniki, ki pomembno vplivajo na osameznikovo zdravje, so naslednji:
| - prihodki in družbeni status - socialna opora v okolju - izobrazba in pismenost - zaposlitev/razmere na delovnem mestu - družbeno okolje - fizične razmere v okolju | - posameznikove navade in načini spopadanja s stresom - zdrav razvoj otroka - biološki in genetski dejavniki - zdravstvene storitve - spol - kultura |

### Družbeni dejavniki
Življenjski standard je pomemben dejavnik zdravja, vendar do neke meje. V razvitih državah se namreč zdi, da ima izboljšanje življenjskih standardov majhen vpliv na zdravje. Ko dosežejo prag, ki zagotavlja osnovni materialni standard za vse, premožnost države ne vpliva več na izboljševanje temeljnega zdravja ljudi. Nekatere bolezni postanejo med premožnejšim prebivalstvom redkejše, druge pa lahko postanejo pogostejše. V Sloveniji, na primer, je bila prezgodnja umrljivost v obdobju 2004–2008 v občinah s slabšim socialno-ekonomskim stanjem (občine severovzhodne Slovenije) tudi do 60 odstotkov višja kot v občinah z boljšim (občine osrednje in zahodne Slovenije), umrljivost zaradi možgansko-žilnih bolezni (npr. možganska kap, možganska krvavitev) in umrljivost zaradi samomora pa sta bili višji skoraj za dvakrat.

### Socialna opora
Socialna omrežja so pomemben dejavnik zdravja. Socialna opora, ki jo omrežja nudijo, spada po opredelitvi Svetovne zdravstvene organizacije med pomembne opredeljivke zdravja. Pripadnost socialnim omrežjem, v katerih potekata komunikacija in medsebojna opora, omogoča ljudem občutek, da so sprejeti in cenjeni. Socialna opora deluje tako na individualni kot na družbeni ravni. V družbah z visoko stopnjo socialne izolacije in izključenosti je prisotna visoka stopnja prezgodnje smrti in slabše možnosti preživetja npr. po srčni kapi. Ljudje, ki dobivajo manj opore od drugih, so bolj verjetno depresivni, imajo več tveganja za zaplete in več težav zaradi kroničnih bolezni. Slaba socialna opora  zelo negativno vpliva tako na duševno kot na telesno zdravje.

## Vzdrževanje zdravja
Doseganje in vzdrževanje zdravja je nenehni proces aktivnosti in prizadevanja, ki je odvisen tudi od razvoja zdravstvenih sistemov, znanja, ki ga ponujajo zdravstveni delavci pacientom in osebnih strategij posameznikov pri skrbi za svoje zdravje.

### Prehrana
Pomemben dejavnik osebnega zdravja je tudi izbira zdrave prehrane. Primerna izbira hranil za telo nudi pomembno oporo za zdravega posameznika in je osnova za urejanje telesnih procesov, mišičja, okostja in krvnega tlaka. Osnova za zdravo prehrano je še vedno prehrambena piramida. Nezdravo prehranjevanje pospešuje možnost raka in zlahka pomeni težave s preveliko telesno maso.

### Telesna vadba
Telesna vadba, rekreacija in vzdrževanje telesne pripravljenosti povečuje ali vzdržuje tudi odpor proti stresu. Mišično telo izboljšuje telesno presnovo in izboljšuje tudi delovanje obtočil in srca. Telesna dejavnost pomaga tudi pri lažjem spanju.

### Spanje
Spanje oz. dobre spalne navade so pomemben, celo ključen dejavnik za javno zdravje. Za otroke je dovoljšnje spanje pomembno za primerno rast in razvoj. Pomanjkanje spanja in motnje spanja so lahko pomemben dejavnik za nekatere kronične zdravstvene težave, ob pomanjkanju spanja se upočasni tudi okrevanje, telo je bolj ranljivo za okužbe in vnetja, celo prehlade in gripe. Motnje spanja so tudi dejavnik pri pridobivanju in ohranjanju prekomerne telesne teže. Težava je lahko tudi pretiravanje pri spanju, vsekakor pa daljše spanje ne pomeni nujno boljše zdravje.  
Ocena pri spanju oziroma pri predpisovanju spanja je namenjena predvsem določanju počitka. Obstajajo pomisleki, da se lahko izboljša učinke spanja, a ni pravih dokazov, da je to koristno.  
| Starost in stanje                | Potrebe spanja |
| -------------------------------- | -------------- |
| Novorojenčki (0–3 meseci)        | 14 do 17 ur    |
| Dojenčki (4–11 mesecev)          | 12 do 15 ur    |
| Otroci (1–2 let)                 | 11 do 14 ur    |
| Otroci (3–5 let)                 | 10 do 13 ur    |
| Šolarji (6–13 let)               | 9 do 11 ur     |
| Najstniki (14–17 let)            | 8 do 10 ur     |
| Odrasli (18–64 let)              | 7 do 9 ur      |
| Starejši odrasli (65 let in več) | 7 do 8 ur      |

### Vloga znanosti
Medicinske znanosti, socialne službe in zdravstvena zavarovanja zbirajo pomembne informacije v zvezi z zapleti človeškega telesa v različnih okoljih in družbi. Odkrivanje, preprečevanje in zdravljenje bolezni, poškodb pa tudi duševnih motenj je lahko za mnoge velik izziv. Pri teh prizadevanjih se uporablja znanosti tako fizike, biologije, biokemije, epidemiologije, farmacije. 
Država in službe se prizadevajo za zdravstveno izobraževanje, javno zdravstvo in upoštevanje novih dognanj v praksah. Postopki in načela zdravstvenih ved se tako upoštevajo tako pri zdravstveni negi, medicini, prehrani, farmaciji, socialnemu delu, psihologiji, delovni terapiji, fizioterapiji in drugih zdravstvenih in javnozdravstvenih poklicih. Klinično delovanje rešuje posamične zdravstvene primere, javne zdravstvene ustanove pa skrbijo za zdravstvene primere svoje skupnosti in prebivalstva. Nekatera podjetja ponujajo zaposlenim določene storitve, ki se prekrivajo z zdravstvenimi in tako ponujajo rešitve, ki so še boljše ali celo organizirajo prevencijske zdravstvene preglede ali znotraj podjetja organizirano varstvo otrok.

### Samooskrbne strategije
Osebno zdravje je deloma odvisno tudi od zgleda, namigov in aktivnosti, ki jih osebe prepoznajo v svoji okolici. Mnoge aktivnosti, kot so redno kopanje, nega zob z nitjo in ščetkanjem, umivanje nog in rok z milom, pa tudi primerna izbira obrokov na dolgi rok vplivajo tudi na samo zdravje. Pomembni so nasveti glede spanja, mnoge osebe potrebujejo nasvet ali pogovor glede navad, povezanih s sprehodi, telesno vadbo, skrbjo za pravilno hranjenje hrane, da ji ne poteče rok ali je primerno ohlajena. 
Osebno zdravje je velikokrat odvisno še od družbene strukture življenja neke osebe. Vzdrževanje rednih socialnih stikov, prostovoljstvo, različne družbene aktivnosti so povezane z izboljšanim duševnim zdravjem in doseganjem večje starosti. Sodelovanje in aktivno življenje izboljšuje telesne procese, zmanjša razdražljivost in poveča družabnost starejših, poleg tega je lahko celo dejavnik, ki preprečuje depresijo.